# Omegna Calcio 1982-1983
Questa voce raccoglie le informazioni riguardanti l'Omegna Calcio nelle competizioni ufficiali della stagione 1982-1983.

## Rosa
| N. |                   | Ruolo | Calciatore            |
| -- | ----------------- | ----- | --------------------- |
|    | Italia (bandiera) | C     | Massimo Cargnelutti   |
|    | Italia (bandiera) | C     | Pierambrogio Cattaneo |
|    | Italia (bandiera) | D     | Mauro Chiampan        |
|    | Italia (bandiera) | D     | Mauro Colla           |
|    | Italia (bandiera) | A     | Josè D'Acquisto       |
|    | Italia (bandiera) | C     | Francesco Di Nuovo    |
|    | Italia (bandiera) | C     | Gregorio Discanni     |
|    | Italia (bandiera) | P     | Giuliano Franceschini |
|    | Italia (bandiera) | C     | Stefano Gherardini    |
|    | Italia (bandiera) |       | Giglio                |
|    | Italia (bandiera) | C     | Carlo Jacomuzzi       |

| N. |                   | Ruolo | Calciatore          |
| -- | ----------------- | ----- | ------------------- |
|    | Italia (bandiera) | A     | Salvatore Lomanno   |
|    | Italia (bandiera) | A     | Paolo Manzato       |
|    | Italia (bandiera) | P     | Antonio Pagani      |
|    | Italia (bandiera) | C     | Domenico Pellegrini |
|    | Italia (bandiera) | D     | Giampiero Pevarello |
|    | Italia (bandiera) | D     | Gianni Pioletti     |
|    | Italia (bandiera) | A     | Fabrizio Prati      |
|    | Italia (bandiera) | A     | Luigi Tirapelle     |
|    | Italia (bandiera) | C     | Maurizio Vignati    |
|    | Italia (bandiera) | D     | Luigi Zubiani       |